# 海事代理士
海事代理士（かいじだいりし）は、海事代理士法に基づき他人の依頼によって、船舶登記や船舶登録、検査申請、船員に関する労務、その他海事許認可など、海事に関する行政機関への申請、届出その他の手続及びこれらの手続に関し書類の作成を代理・代行することを業とする者である。1909年に創設された「海事代願人」（根拠規定であった海事代願人取締規則（明治42年逓信省令第52号）の失効により1948年1月1日以降廃止）の後身として1951年成立の海事代理士法により創設された資格。司法書士、行政書士や社会保険労務士の海事版と言え、「海の司法書士」、「海の行政書士」と紹介している資格者もいる。職務上請求を行うことができる八士業の一つである。

## 資格
海事代理士となる資格を有するのは以下のいずれかに該当する者である（海事代理士法第2条）。
1. 海事代理士試験に合格した者
2. 行政官庁において十年以上海事に関する事務に従事した者であって、その職務の経歴により海事代理士の業務を行うのに十分な知識を有していると国土交通大臣が認めたもの

ただし、海事代理士法第3条に定める欠格事由に該当する者は海事代理士になることはできない。

## 登録
試験合格証書または在職履歴を証明する書面等を添え、国土交通省（各地方運輸局）に登録申請を行なう。他士業が登録要件として士業法で定められる業界団体（士業団体）への強制入会制を採用し、登録と士業団体への入会を一体の手続として行なうのと異なり、海事代理士では登録の完了をもって、海事代理士の資格を得てその業務が可能となる。
登録に伴う登録免許税は3万円（登録免許税法別表第1-32（29））。

## 開業
海事代理士を開業する者の出身背景は、大きく一般事務系職を背景とする者と、海運関係現業職を背景とする者とにわけられる。他の隣接法律職と異なり、出身背景がこのように二極化するのは海事代理士の特徴的傾向といえる。
前者は、一般企業の総務や経理、公務員、法律関係職の分野にまたがる。後者は船員、海運業、造船業の現業者にまたがる。
- 一般事務系職を出身背景とする者が開業するには、海運・造船という特殊な業界独特の体質・気質、慣習を理解、体得しておく必要がある。また、同業界が閉鎖的な体質を持つため、強い人脈がないと依頼はまず見込めない。
- 船員等の海運関係現業職を出身背景とする者が開業するには、技術的な現場作業とは異って事務処理業務に特有の精緻な注意力・思考の習得が要求される。さらに海事代理士業務の処理に必要な行政法や登記法、労働法といった試験科目を超える法知識と法的思考力が要求され、法律職業界の慣行・気質・価値観の理解と習得も必要となる。船員や海運業出身の者が海事代理士を開業するには、これらの点が実務処理の上で事実上大きな障害となるため、司法書士補助者や行政書士補助者など法律職業界での実務経験がない者の開業は難しい。

これらの意味で、行政書士や司法書士などに比べ、はるかに開業が困難な資格種といえる。しかしながら、海運・造船業界に人脈を得て開業している資格者の年収は、開業10年程度の者で700万円〜1000万円くらいであることが多い。これは、この資格種が特殊な存在であるため、地域市場における競争原理が働かず独占状態になりやすいからだといわれる。もっとも、古くからの港町では、既存の資格者の事務所が何代にもわたって市場を独占しているため、こういった市場での新規参入は簡単ではない。

## 業務
海事代理士の業務は、別表2の法令に定められた「申請」「届出」「登記」「その他の手続き」につき、手続き及び書類（電磁的記録を含む）の作成をすることである。
1. 別表1の行政機関に対し事実行為（委託）としてなすこと
2. 1の手続きにかかる書類の作成をすること
3. 2の書類を電磁記録で作成すること

第1条 海事代理士は、他人の委託により、別表第1に定める行政機関に対し、別表第2に定める法令の規定に基づく申請、届出、登記その他の手続をし、及びこれらの手続に関し書類（その作成に代えて電磁的記録（電子的方式、磁気的方式その他人の知覚によつては認識することができない方式で作られる記録であつて、電子計算機による情報処理の用に供されるものをいう。）を作成する場合における当該電磁的記録を含む。）の作成をすることを業とする。
別表第1（第1条関係）
1. 国土交通省の機関
2. 法務局若しくは地方法務局若しくはこれらの支局又はこれらの出張所
3. 都道府県の機関
4. 市町村の機関

別表第2（第1条関係）
1. 船舶法（明治32年法律第46号）
2. 船舶安全法（昭和8年法律第11号）
3. 船員法（昭和22年法律第100号）
4. 船員職業安定法（昭和23年法律第130号）
5. 船舶職員及び小型船舶操縦者法（昭和26年法律第149号）
6. 海上運送法（昭和24年法律第187号）
7. 港湾運送事業法（昭和26年法律第161号）
8. 内航海運業法（昭和27年法律第151号）
9. 港則法（昭和23年法律第174号）
10. 海上交通安全法（昭和47年法律第115号）
11. 造船法（昭和25年法律第129号）
12. 海洋汚染等及び海上災害の防止に関する法律（昭和45年法律第136号）
13. 国際航海船舶及び国際港湾施設の保安の確保等に関する法律（平成16年法律第31号）（国際港湾施設に係る部分を除く。）
14. 領海等における外国船舶の航行に関する法律（平成20年法律第64号）
15. 前各号に掲げる法律に基づく命令

## 実務
地域によって主たる受任業務に異なる傾向がある。関東エリアなどでは登記事案もあるが、瀬戸内海エリアなどでは登記事件は比較的少なく検査申請事件が主な業務となっている。また大都市近郊では、小型船舶操縦士免許の手続も主要業務となる。
海事代理士の受任業務は大きく分けて、
1. 登記・海事法務に関する事務
2. 許認可事務
3. 船員労務事務

の3分野に分けられる。
- 1の登記・法務事件は最も法理論と専門性が要求される業務で、受任したものの司法書士に復委任する海事代理士が多い。また依頼者も船舶登記については、海事代理士よりも司法書士に依頼する例が多い。資料（照会調査方式）によると、海事代理士への船舶登記依頼は全体の約30%程度しかなく、司法書士への依頼が70%弱であるのと比べて大きな隔たりがある（資料集・司法書士の職域を廻る諸問題）。また、実務上の需要としては、登記事件に付随し、あるいは許認可事件の前提として、破産会社所有の船舶の移転登記や、差押船舶の開放による移転登記、船舶をめぐる民事訴訟での弁護士補佐といった案件もある。いわゆる海事法務分野では、弁護士と連携することが多く、その場合民事法や商事法、訴訟法、民事執行法、倒産法といった一般法務にかかる高度な専門知識が要求される

- 2の許認可は海事代理士固有の業務で、検査申請や海技免状にかかる業務が該当する。またクルーズ事業の許可申請や中古船舶の海外への輸出許可といった依頼もある。事案が海陸双方の官公庁の管轄にわたることもあるため、必要に応じて行政書士や税理士等との連携が必要となる。

- 3の船員労務については、主として雇入や雇止めの手続きや給与計算といった単純事務を依頼されることが多い。しかしながら、船員就業規則や船員賃金規程等の立案作成を受任することもあり、この場合には隣接職域を持つ社会保険労務士と連携して処理をすることも多い。こういった案件では労働法・年金法一般についての専門知識が必要となる。

## 他士業との職域関係

### 行政書士との職域関係
（小型船舶の登録・検査その他の手続きについて）
- 小型船舶の登録・検査その他の手続きについて海事代理士・行政書士を含めて誰でも代理人として申請を業としてできるとされている。

（内航海運業法及び船員職業安定法に基づく諸手続について）
- 内航海運業法及び船員職業安定法に基づく諸手続は「当分の間」海事代理士と行政書士の共管業務とされている

（国際トン数証書及び国際トン数確認書の交付・書換え及び再交付等船舶のトン数の測度に関する諸手続について）
- 国際トン数証書及び国際トン数確認書の交付・書換え及び再交付等船舶のトン数の測度に関する諸手続（トン数の測度に関する法律）はその業務範囲を超え、行政書士法に違反する。なお、船舶の総トン数の測度申請の諸手続きは船舶法に基づくため海事代理士の独占業務である。

（漁船登録その他の諸手続について）
- 漁船登録その他の諸手続（漁船法）は海事代理士の業務範囲を超え、行政書士法に違反する。

（遊漁船登録その他の諸手続について）
- 遊漁船登録その他の諸手続（遊漁船業の適正化に関する法律）は海事代理士の業務範囲を超え、行政書士法に違反する。

（船舶系建設機械の打刻申請手続きについて）
- 土運船・浚渫船・作業台船など船舶系建設機械の打刻申請手続き（建設機械抵当法）をすることは海事代理士の業務範囲を超え、行政書士法に違反する。

（港湾での倉庫業営業登録申請手続き）
- 港湾での倉庫業営業登録申請手続き（倉庫業法）をすることは海事代理士の業務範囲を超え、行政書士法に違反する。

### 司法書士との職域関係
（船舶登記手続について）
- 海事代理士、司法書士双方とも船舶登記手続きができると考えられており本業務については共管独占業務と考えられている。

（船舶登記手続に関する審査請求手続の可否）
- 海事代理士が船舶登記手続に関する審査請求の手続きを行うことはできない。

（船舶系建設機械の登記手続きの可否）
- 海事代理士が、土運船・浚渫船・作業台船など船舶系建設機械の登記（建設機械抵当法）をすることは海事代理士の業務範囲を超え、司法書士法に違反する。

（漁船（農業用動産）の抵当権設定登記手続きの可否）
- 海事代理士が、漁船（農業用動産　農業用動産信用法）に関する登記をすることは、海事代理士の業務範囲を超え司法書士法に違反する。

（司法書士による船舶登録手続きの可否）
- 司法書士は、海運局に対し各種登録申請について業務として申請書の作成及び申請人の代理人となることはできないとの見解がある一方、税務代理士（税理士）、司法書士、弁護士等についてはそれぞれの法律で付随的な業務として、海事代願も行うことができることにそれぞれの法律の建前及び海事代理士法の建前上なっているとの政府回答もある。

### 社会保険労務士との職域関係
（海運会社の陸上勤務者を対象とする就業規則作成の可否）
- 海運会社や造船会社にかかる就業規則については、船員法に基づき船舶ごとに制定される船員に関する就業規則の作成は海事代理士の業務となり、陸上勤務をし労働基準法の適用を受ける労働者にかかる就業規則の作成は、社会保険労務士の業務となる。

（海事代理士による船員保険の取り扱いの可否）
- 船員保険法に定める手続きは社会保険労務士の業務であり、海事代理士は船員保険法で定める手続きを業とすることができない。

## 権利義務
（海事代理士による戸籍等の職務上請求）
- 海事代理士が職務上戸籍等を請求をする場合の統一請求用紙は、(社)日本海事代理士会の会員にのみ使用が認められるものであり、非会員が統一用紙を譲り受け、または会員名をもって統一用紙を使用することは許されない。
- 海事代理士会の会員海事代理士であっても、非会員が受託した業務につき非会員の依頼に応じて会員名をもって統一用紙を使用して戸籍謄本等の請求をすることはできない。

（雇用海事代理士による法人業務）
- 法人が海事代理士を雇用している場合でも、法人が法人名で海事代理士業務を行うことはできない。

（作成書類の最終処理）
- 作成した書類への押印は最終事務処理であるから、海事代理士はみずからこれを行わなければならない。

（補助者たる海事代理士による事務処理）
- 海事代理士が、他の海事代理士を事務補助者としている場合は、その補助者たる海事代理士に最終的事務処理をさせることが許される。

（海事代理士の職印）
- 海事代理士が業務に使用する印章は、原則として海事代理士1人につき1個とすべきであり、増設した事務所ごとに新しい印章を作成して登録すること、紛失等を予想して同種の印章を2個以上登録することはできない。

## 団体
一般社団法人日本海事代理士会
司法書士会や行政書士会のように士業登録者を構成員とする団体として、一般社団法人日本海事代理士会（以下、「代理士会」という。）がある。ただし、他の士業団体が士業者自身による一定の自治権と自律権を保持する立場から設立根拠を士業法自体に置き、また登録要件として法で加入が強制される強制入会制となっているのに対して、代理士会は一般社団法人及び一般財団法人に関する法律を根拠とする入退会任意の一般社団法人に過ぎない。代理士会への加入者は、すでに市場を独占している既存の開業者やその後継者を中心に、全海事代理士の3割程度といわれている。全国に北海道・東北・関東・北陸信越・中部・近畿・神戸・中国・四国・九州の10支部を置く。会員徽章は、菊の花弁（法律を象徴）とその中央に操舵輪（海事を象徴）をあしらったデザインである。

## 試験
特定の受験資格はなく誰でも受験可能である。試験は、筆記試験と口述試験からなる。
筆記試験は9月下旬頃の1日間、小樽市、仙台市、横浜市、新潟市、名古屋市、大阪市、神戸市、広島市、高松市、福岡市、那覇市で行われる。口述試験は筆記試験の合格者について実施され、11月下旬頃、1日〜2日間東京都（国土交通省）で行われる。
合格率
例年40%前後。
合格基準
合格基準は、筆記については総合点が6割以上、かつ受験者の平均点以上。口述は6割以上の得点。
出題形式
筆記試験は、正誤選択、一問一答の○×式、語群選択、短答式（空欄補充・小記述）からなる。
口述試験は4科目あり、それぞれテーマにそって試験官が一問一答で質問し、それに答える形式。制限時間あり。

### 一次試験（筆記）
一般法律常識（概括的問題）
1. 憲法
2. 民法
3. 海商法

海事法令（専門的問題）
1. 国土交通省設置法
2. 船員法
3. 船員職業安定法
4. 船舶職員及び小型船舶操縦者法
5. 海上運送法
6. 港湾運送事業法
7. 内航海運業法
8. 港則法
9. 海上交通安全法
10. 海洋汚染等及び海上災害の防止に関する法律
11. 船舶法
12. 船舶安全法
13. 船舶のトン数の測度に関する法律
14. 造船法
15. 国際航海船舶及び国際港湾施設の保安の確保等に関する法律
16. 船舶の再資源化解体の適正な実施に関する法律

試験時間
09:00〜10:40 憲法、民法、商法、国土交通省設置法
10:50〜12:00 船員法、船員職業安定法、船舶職員及び小型船舶操縦者法
13:00〜15:00 海上運送法、港湾運送事業法、内航海運業法、港則法、海上交通安全法、海洋汚染等及び海上災害の防止に関する法律、領海等における外国船舶の航行に関する法律
15:10〜17:10 船舶法、船舶安全法、船舶のトン数の測度に関する法律、造船法、国際航海船舶及び国際港湾施設の保安の確保等に関する法律、船舶の再資源化解体の適正な実施に関する法律

### 二次試験（口述）
海事法令
1. 船舶法
2. 船舶安全法
3. 船員法
4. 船舶職員及び小型船舶操縦者法